# Адрієн Сальван
Адрієн Сальван (фр. Hadrien Salvan, 1 січня 1997) — французький плавець.
Учасник Олімпійських Ігор 2020 року, де в естафеті 4x200 метрів вільним стилем його збірна посіла 11-те місце і не потрапила до фіналу.